# Сейтджелил Ибрагимов
Сейтджелил Ибрагимов (1960 — 19 ноября 2013, Казань) — крымскотатарский религиозный деятель, хаджи, имам мечети Кебир-Джами, первый муфтий Крыма, после восстановления Духовного управления мусульман Крыма, в 1992—1995 годах. В переходный период носил звание главный кади, с 1994 года — муфтий Крыма.

## Биография
Обучался в медресе Бухары. Совершил хадж. В 1991 году переехал в Крым и стал имамом симферопольской мечети Кебир-Джами.
Духовное управление мусульман Крыма было организационно создано 31 августа 1992 года в Симферополе в ходе всекрымского собрания представителей мусульманских общин. В 1992 году Сеитджелил Ибрагимов был утвержден в должности главного кади Крыма (шариатский судья). 30 сентября 1992 года в Москве был создан Координационный Совет глав региональных духовных управлений мусульман европейской части бывшего СССР и Сибири. Среди его членов не было киевского муфтия, но Сеитджелил («Саиджалил Ибрахимов — глава мусульман Крыма») числился под девятым номером среди девяти членов этого Совета.
В декабре 1992 года Сеитджелил Ибрагимов и православный архиепископ Симферопольский и Крымский Лазарь стали сопредседателями Межконфессионального совета «Мир — дар Божий», который должен был содействовать улучшению межконфессиональных отношений в регионе.
Первая конференция мусульман Крыма, в работе которой приняли участие делегаты от 42-х мусульманских общин, прошла в отреставрированном здании мечети Кебир-Джами 12 июля 1994 года и легитимизировала сан муфтия Крыма. С 1994 года статус кадыя Крыма стал официально называться Муфтием мусульман Крыма. В должности Муфтия хаджи Сеитджелил Ибрагимов работал до 1995 года. Независимость Ибрагимова вызывала неодобрение у руководства Меджлиса и партии «Адалет». По формальному поводу (выезду Ибрагимова на учёбу в Саудовскую Аравию) он был отстранён от должности. 18 ноября 1995 года состоялся Курултай мусульман Крыма, на котором муфтием стал Нури Мустафаев, являвшийся сторонником большей вовлечённости Духовного управления мусульман Крыма в политику.
Впоследствии Сеитджелил Ибрагимов переехал на постоянное место жительства в город Казань, Республика Татарстан, где занимался религиозной и преподавательской деятельностью в Российском исламском университете.
Скончался на 53 году жизни по причине тяжелой болезни в Казани.

## Семья
Жена и 8 детей.